# 602 Marianna
602 Marianna
602 Marianna là một tiểu hành tinh ở vành đai chính. Nó được Joel Hastings Metcalf phát hiện ngày 16.2.1906 ở Taunton, Massachusetts (Hoa Kỳ). Không biết rõ nguồn gốc tên của nó.